# Pieve di San Vittore (Calcio)
La vecchia pieve di San Vittore è un edificio sacro che si trova a Calcio, in provincia di Bergamo, all’interno della diocesi di Cremona. L’appellativo di “Chiesa Vecchia” serve a distinguerla dalla più recente parrocchiale, anch’essa intitolata a San Vittore.

## Storia

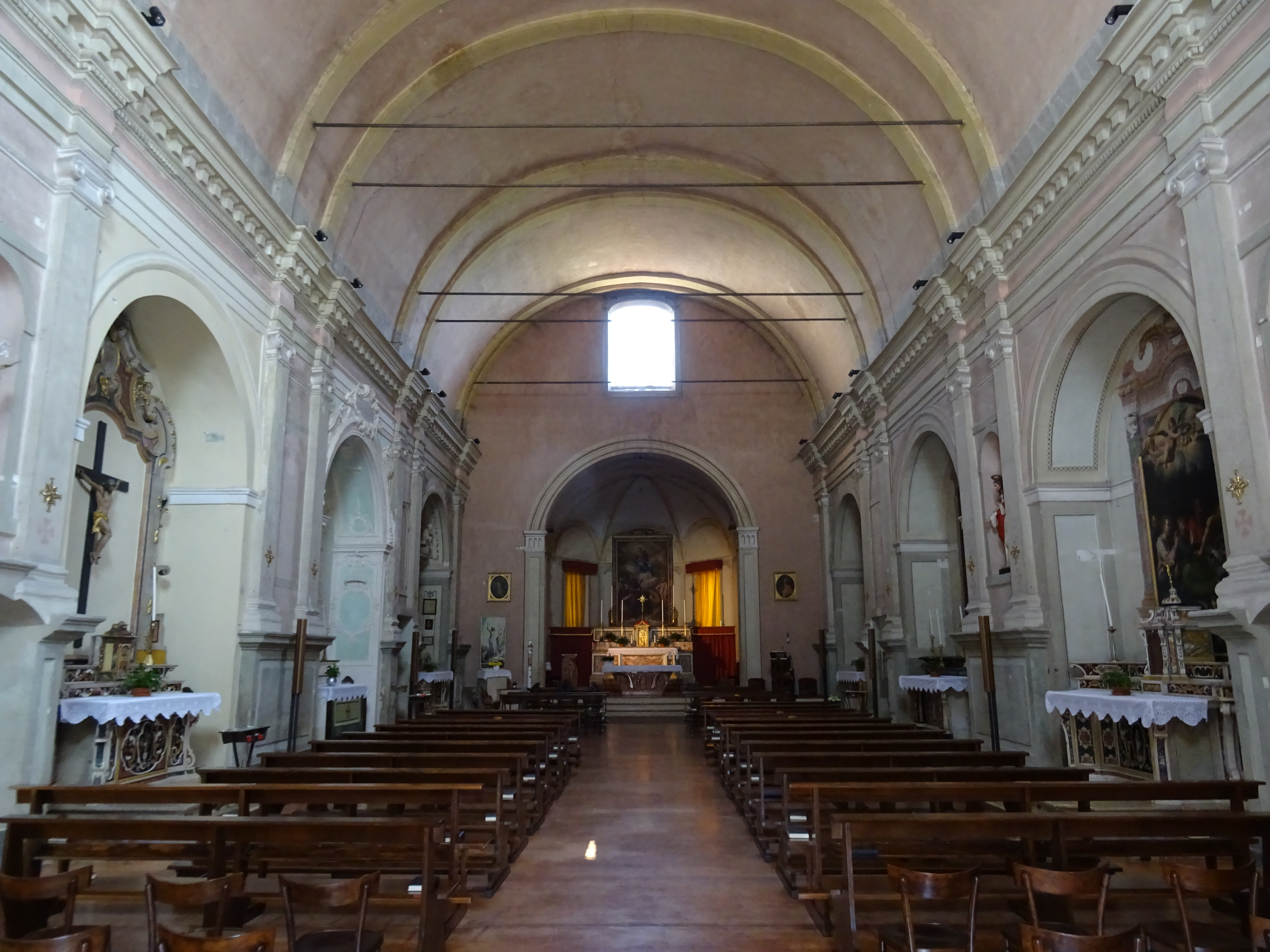
Interno

La pieve di San Vittore viene citata per la prima volta in un documento del 998, ma la sua origine è ad oggi sconosciuta. 
Secondo gli storici Riccardo Caproni e Roberto Pagani, autori della monografia sulle vicende storiche del paese di Calcio, la fondazione della chiesa potrebbe essere molto antica, risalente addirittura al periodo dell’evangelizzazione ambrosiana (secoli V - VI); quando la costruzioni di pievi divenne un fenomeno capillare in tutto il territorio lombardo. 
Il culto del martire Vittore, del resto, ebbe grande diffusione proprio grazie allo stesso vescovo Ambrogio, il quale, secondo la tradizione, ritrovò miracolosamente le spoglie del Santo nel luogo del suo martirio.
Questa teoria sembra essere ulteriormente supportata dal fatto che, nei secoli V e VI d.C., il territorio di Calcio, attraversato da un’importante strada militare che collegava Milano ad Aquileia, occupava una posizione geograficamente strategica. 
Secondo una seconda ipotesi, formulata sempre dai due storici, la pieve di San Vittore potrebbe essere stata fondata nel IX secolo, in seguito alla riforma ecclesiastica promossa da Carlo Magno. Non essendoci notizie documentate, tuttavia, non è possibile ricostruire con certezza la storia dei primi secoli di vita della Pieve. 
Grazie ai documenti delle visite pastorali del XVI e XVII secolo sappiamo tuttavia che a partire dai primi anni del ‘500, per far fronte alle nuove necessità di spazio dettate dall’aumento della popolazione, iniziò una lunga fase di ricostruzione. A causa delle cicliche epidemie di peste e dei conseguenti periodi di difficoltà economica, i lavori si protrassero per due secoli e terminano solo nel 1731, con il prolungamento della navata e la costruzione della facciata, oramai in pieno stile barocco.

## Descrizione

### Esterno

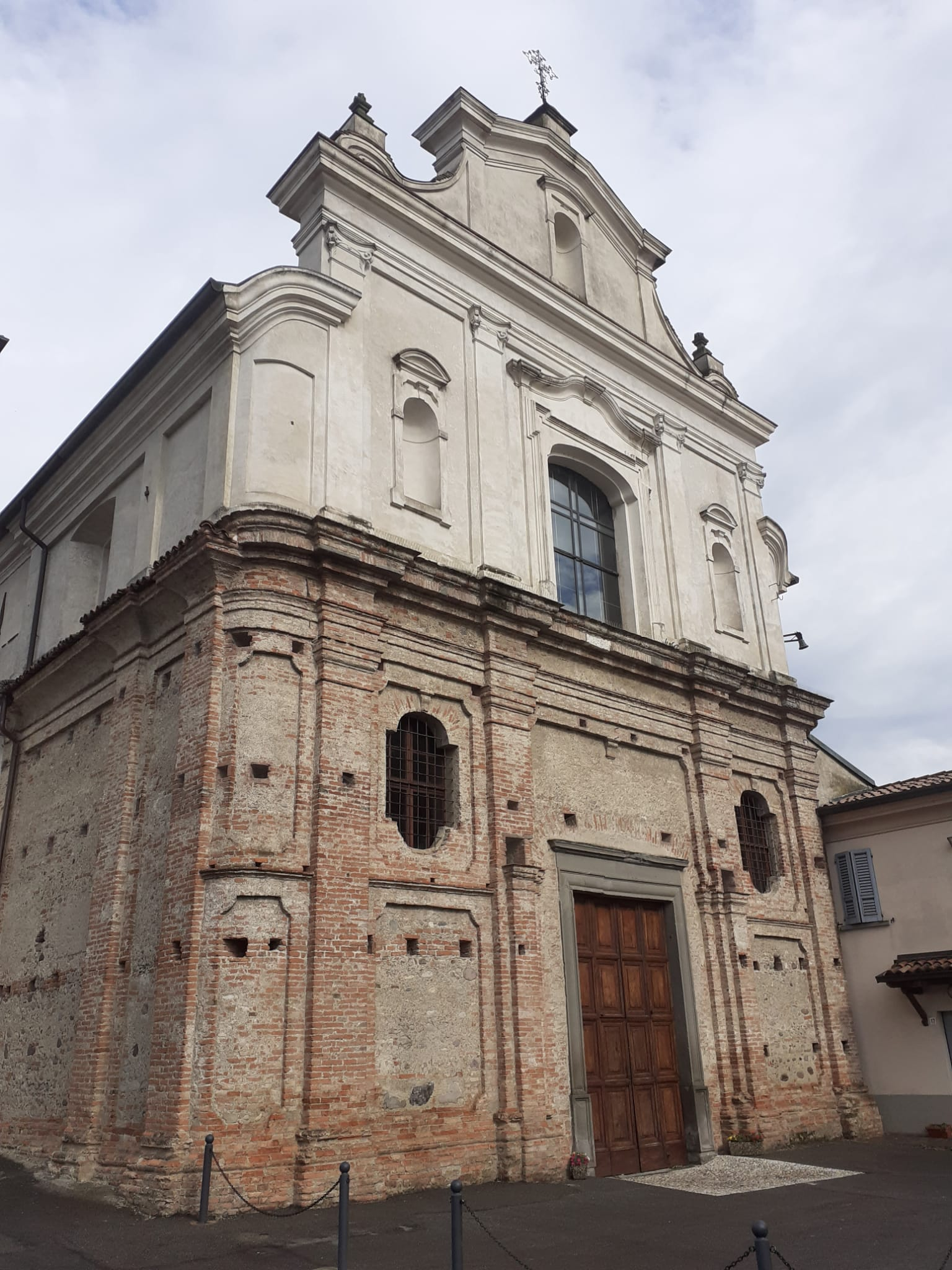
Facciata della pieve di San Vittore

Le visite pastorali del XVI secolo descrivono una chiesa dall’aspetto assai differente da quello attuale: una facciata a capanna; un portale d’ingresso sormontato da rosone centrale; una navata unica con copertura a capriate lignee e una zona presbiteriale con abside poligonale e copertura a volta decorata da affreschi. 
L’attuale aspetto della Pieve sarebbe dunque il risultato dei lunghi lavori di ampliamento e rifacimento che si conclusero solo nel XVIII secolo. 
La facciata, qualificata da un progressivo alleggerirsi della muratura, si sviluppa in altezza su tre livelli divisi da due cornicioni sporgenti.  
L’ordine inferiore in laterizio è scandito da quattro lesene che proseguono nell’ordine superiore, il quale presenta due nicchie laterali e un’ampia vetrata in asse con il portale sottostante. Il coronamento della facciata è definito da un’alternanza di linee concave e convesse, elementi decorativi tipici dell'architettura barocca. 

### Interno

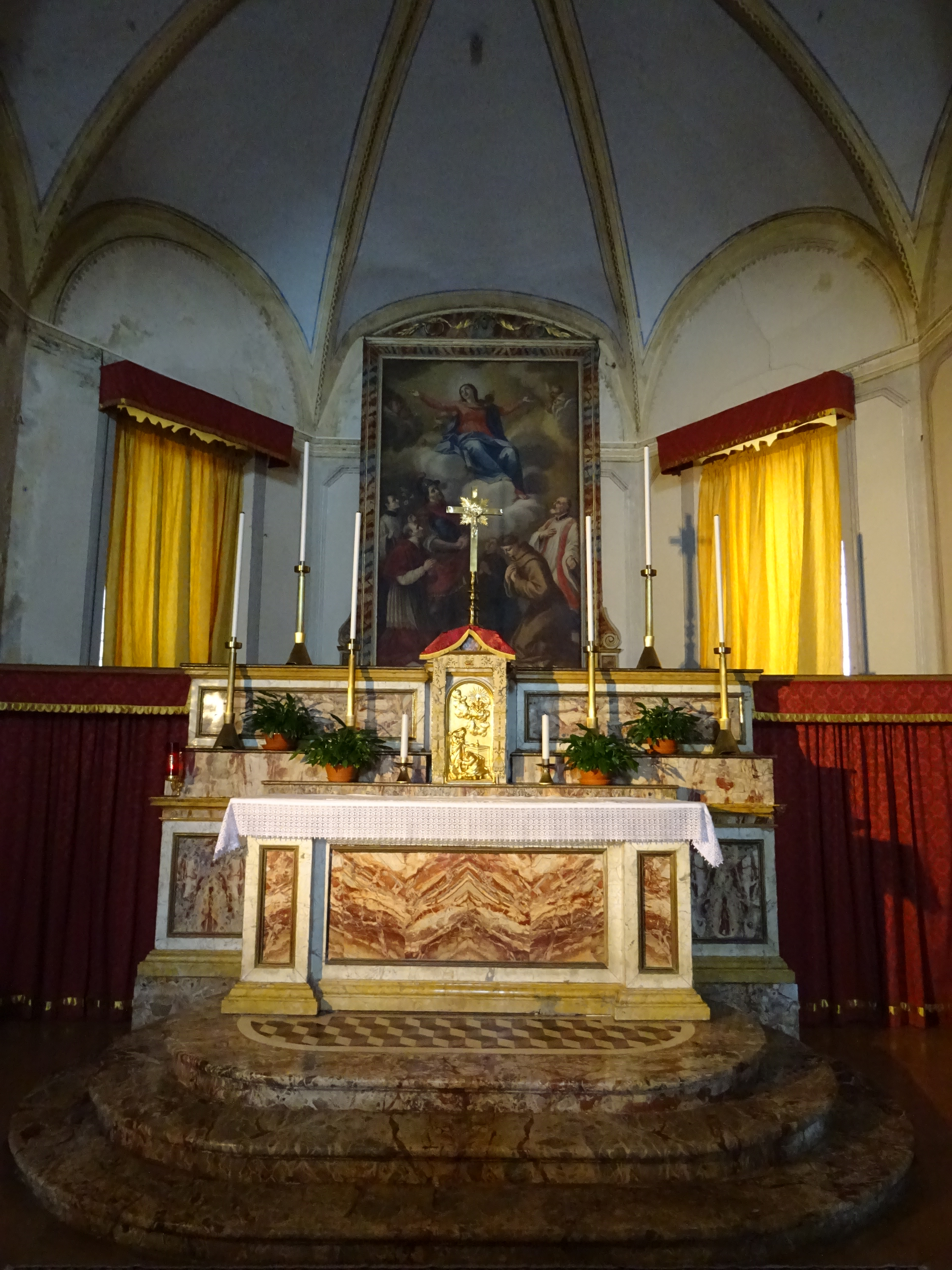
Altare maggiore

La chiesa ha una pianta longitudinale con una navata unica coperta da volta a botte. Le pareti laterali sono scandite da una serie di elementi verticali (paraste o lesene) che poggiano su alti piedistalli e incorniciano gli archi a tutto sesto delle otto cappelle laterali. Un ampio cornicione corona la trabeazione e funge da elemento di separazione tra le pareti e la volta. La navata termina nella zona presbiteriale, caratterizzata dall’abside poligonale e dalla presenza della pala dell’Assunta, con i santi Vittore, Gottardo, Luigi e Carlo Borromeo, di autore ignoto del XVIII secolo.
Altre opere degne di nota conservate all’interno dell’antica pieve sono gli altari di marmo intarsiato, lo studio dei quali è stato di recente approfondito dalla storica dell’arte Renata Massa. La studiosa attribuisce le opere al lavoro della scuola bresciana di intarsiatori di pietre dure che appresero l’arte del "commesso alla fiorentina" dai maestri Corbarelli.